# Gouvernement Marković
Monténégro
Đukanović VI Krivokapić
Le gouvernement Marković (en monténégrin : Влада Душка Марковића) est le gouvernement du Monténégro entre le 28 novembre 2016 et le 4 décembre 2020, durant la 10e législature du Parlement.

## Historique du mandat
Dirigé par le nouveau Premier ministre social-démocrate Duško Marković, précédemment vice-Premier ministre, ce gouvernement est constitué et soutenu par une coalition entre le Parti démocratique socialiste du Monténégro (DPS), les Sociaux-démocrates du Monténégro (SD), le Parti bosniaque (BS), l'Union démocratique des Albanais (UDSh) et l'Initiative civique croate (HGI). Ensemble, ils disposent de 42 députés sur 81, soit 51,9 % des sièges du Parlement.
Il est formé à la suite des élections législatives du 16 octobre 2016.
Il succède donc au septième gouvernement du social-démocrate Milo Đukanović.
Au cours du scrutin, le DPS reste le premier parti du pays mais échoue à conquérir la majorité absolue. Les quatre forces se réclamant de l'opposition cumulent même trois sièges de plus au Parlement, sans disposer pour autant du nombre minimum d'élus pour gouverner ensemble. Đukanović ayant finalement renoncé à un nouveau mandat à la tête de l'exécutif monténégrin, le DPS propose Marković, ancien chef des services secrets, pour prendre sa suite.

### Formation
Ne pouvant plus compter sur son allié traditionnel du Parti social-démocrate du Monténégro (SDP), qui a rejoint l'opposition, le DPS s'associe avec les SD, issus d'une scission du SDP favorable au travail avec les démocrates socialistes. Pour compléter leur coalition et s'offrir une assise parlementaire suffisante, ces derniers renouent les alliances conclues sous la législature précédente avec les partis des minorités ethniques bosniaque, albanaise et croate.
Le 28 novembre, Duško Marković nomme un gouvernement de 22 ministres dont quatre femmes. Il obtient l'investiture parlementaire dès le lendemain.

### Succession
À la suite de la victoire des partis d'opposition aux élections législatives du 30 août 2020, il cède le pouvoir le 4 décembre suivant au gouvernement Krivokapić.

## Composition
| Poste | Titulaire | Titulaire                                                  | Parti |
| --- | --------- | ---------------------------------------------------------- | ----- |
| Premier ministre |           | Duško Marković                                             | DPS   |
| Vice-Premier ministre Délégué à la Politique économique et au Système financier Ministre de l'Agriculture et du Développement rural |           | Milutin Simović                                            | DPS   |
| Vice-Premier ministre Délégué au Système politique, à la Politique intérieure et étrangère Ministre de la Justice                   |           | Zoran Pažin                                                | DPS   |
| Vice-Premier ministre Délégué au Développement régional                                                                             |           | Rafet Husović                                              | BS    |
| Ministre de l'Intérieur |           | Melvudin Nuhodžić                                          | DPS   |
| Ministre de la Défense |           | Predrag Bošković                                           | DPS   |
| Ministre des Finances |           | Darko Radunović                                            | DPS   |
| Ministre des Affaires étrangères |           | Srđan Darmanović                                           | DPS   |
| Ministre de l'Éducation |           | Damir Šehović                                              | SD    |
| Ministre la Science |           | Sanja Damjanović                                           | DPS   |
| Ministre de la Culture |           | Janko Ljumović (jusqu'au 28/12/2017) Aleksandar Bogdanović | DPS   |
| Ministre de l'Économie |           | Dragica Sekulić                                            | DPS   |
| Ministre des Transports et de la Mer                                                                                                |           | Osman Nurković                                             | BS    |
| Ministre du Tourisme et du Développement durable                                                                                    |           | Pavle Radulović                                            | DPS   |
| Ministre de la Santé |           | Kenan Hrapović                                             | SD    |
| Ministre de la Protection des droits humains et des minorités                                                                       |           | Mehmet Zenka                                               | UDSh  |
| Ministre du Travail et du Bien-être social                                                                                          |           | Kemal Purišić                                              | BS    |
| Ministre des Administrations publiques                                                                                              |           | Suzana Pribilović                                          | DPS   |
| Ministre des Sports |           | Nikola Janović                                             | DPS   |
| Ministre des Affaires européennes                                                                                                   |           | Aleksandar Pejović                                         | DPS   |
| Ministre sans portefeuille |           | Marija Vučinović                                           | HGI   |